# Coudreceau
Coudreceau és un municipi francès, situat al departament de l'Eure i Loir i a la regió de Centre – Vall del Loira. L'any 2007 tenia 421 habitants.

## Demografia

### Població
El 2007 la població de fet de Coudreceau era de 421 persones. Hi havia 156 famílies, de les quals 40 eren unipersonals (20 homes vivint sols i 20 dones vivint soles), 40 parelles sense fills, 72 parelles amb fills i 4 famílies monoparentals amb fills.
La població ha evolucionat segons el següent gràfic:
Habitants censats

### Habitatges
El 2007 hi havia 230 habitatges, 163 eren l'habitatge principal de la família, 65 eren segones residències i 1 estava desocupat. 221 eren cases i 4 eren apartaments. Dels 163 habitatges principals, 126 estaven ocupats pels seus propietaris, 35 estaven llogats i ocupats pels llogaters i 2 estaven cedits a títol gratuït; 2 tenien una cambra, 22 en tenien dues, 37 en tenien tres, 48 en tenien quatre i 54 en tenien cinc o més. 124 habitatges disposaven pel capbaix d'una plaça de pàrquing. A 82 habitatges hi havia un automòbil i a 67 n'hi havia dos o més.

### Piràmide de població
La piràmide de població per edats i sexe el 2009 era:
| Homes | Edats   | Dones |
| ----- | ------- | ----- |
| 0     | 95 o +  | 0     |
| 0     | 90 a 94 | 0     |
| 0     | 85 a 89 | 0     |
| 0     | 80 a 84 | 8     |
| 8     | 75 a 79 | 8     |
| 4     | 70 a 74 | 12    |
| 4     | 65 a 69 | 8     |
| 20    | 60 a 64 | 4     |
| 8     | 55 a 59 | 24    |
| 24    | 50 a 54 | 12    |
| 12    | 45 a 49 | 16    |
| 12    | 40 a 44 | 4     |
| 16    | 35 a 39 | 20    |
| 8     | 30 a 34 | 12    |
| 24    | 25 a 29 | 16    |
| 12    | 20 a 24 | 8     |
| 20    | 15 a 19 | 20    |
| 8     | 10 a 14 | 12    |
| 20    | 5 a 9   | 12    |
| 8     | 0 a 4   | 8     |

## Economia
El 2007 la població en edat de treballar era de 271 persones, 199 eren actives i 72 eren inactives. De les 199 persones actives 173 estaven ocupades (99 homes i 74 dones) i 26 estaven aturades (14 homes i 12 dones). De les 72 persones inactives 21 estaven jubilades, 19 estaven estudiant i 32 estaven classificades com a «altres inactius».

### Ingressos
El 2009 a Coudreceau hi havia 153 unitats fiscals que integraven 381 persones, la mediana anual d'ingressos fiscals per persona era de 16.073 €.

### Activitats econòmiques
Dels 16 establiments que hi havia el 2007, 3 eren d'empreses extractives, 1 d'una empresa de fabricació d'altres productes industrials, 7 d'empreses de construcció, 2 d'empreses de comerç i reparació d'automòbils, 1 d'una empresa d'informació i comunicació i 2 d'empreses de serveis.
Dels 7 establiments de servei als particulars que hi havia el 2009, 1 era un taller de reparació d'automòbils i de material agrícola, 2 paletes, 1 guixaire pintor, 1 lampisteria i 2 electricistes.
L'any 2000 a Coudreceau hi havia 9 explotacions agrícoles.

## Equipaments sanitaris i escolars
El 2009 hi havia una escola elemental.

## Poblacions més properes
El següent diagrama mostra les poblacions més properes.